# Numerus apertus
Numerus apertus ("número aberto" em latim) é uma locução que indica que não existe qualquer número que limite a entrada num grupo, por exemplo, que não existe qualquer limite ao número de estudantes que podem entrar numa universidade.
O antónimo é numerus clausus.
É utilizado principalmente na área da Educação. Por exemplo, para indicar que serão aceites todos as pessoas que se candidatarem a uma universidade, tanto se pode dizer que não existe um numerus clausus, quanto se pode dizer que existe um numerus apertus.
Com o propósito de resolver a grave discriminação dos numerus clausus no acesso ao ensino superior, em muitos países do mundo de que é exemplo a França os numerus clausus já foram todos substituídos pelos numerus apertus que são considerados mais justos e adequados à origem do termo universidade que representa e significa universalidade ou totalidade das pessoas que querem estudar. Deste modo, nas licenciaturas das universidades públicas a seleção é feita no final do 1.º ano da licenciatura com base numa fórmula que tem em conta a média obtida e o número de pontos de créditos ECTS concluídos, onde apenas os alunos com melhor classificação e melhor adaptados à universidade podem prosseguir com a inscrição no 2.º ano da licenciatura, devendo os restantes optar por outra licenciatura na qual podem beneficiar da creditação dos pontos de créditos ECTS entretanto concluídos.
Esta locução também tem sido utilizada no Direito para indicar que se trata de uma lista que é aberta, isto é, que não tem um número limitado. É utilizada quando se pretende exprimir, com finalidade ou valor jurídico, que uma determinada relação não se esgota na sua própria expressão, mas é aberta e admite a acumulação ou inclusão de novas unidades ou individualidades.